# Lijst van county's in Connecticut
De Amerikaanse staat Connecticut is onderverdeeld in acht county's. De county's in deze staat hebben, in tegenstelling tot de county's in veel andere staten, geen eigen bestuur of andere instellingen. De county's hebben dan ook geen hoofdstad. De county's hebben bijna uitsluitend een geografische functie; als aanduiding van een bepaald gebied. Alleen het systeem van rechtbanken is min of meer gevormd naar de grenzen van de county's. Het lokale bestuur wordt door de gemeenten uitgeoefend.

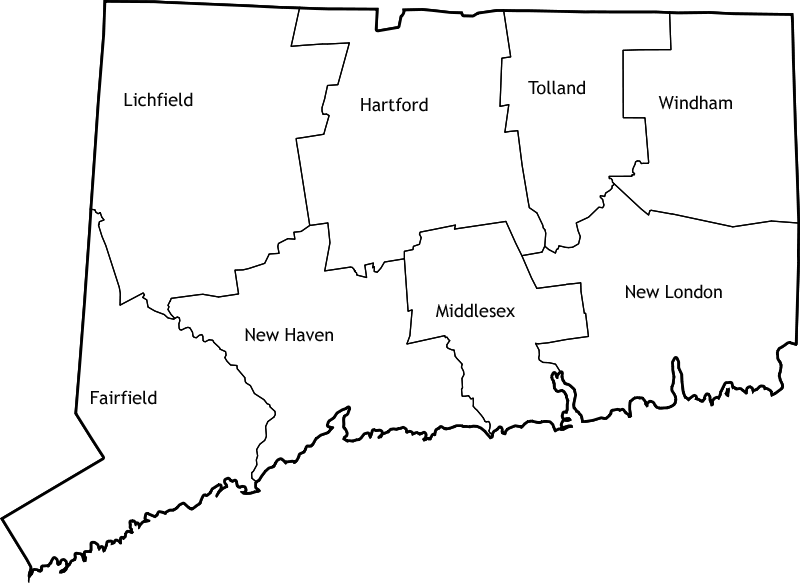
County's van Connecticut

| County            | Inwoners 1 juli 2007 |
| ----------------- | -------------------- |
| Fairfield County  | 895.015              |
| Hartford County   | 876.824              |
| Litchfield County | 188.273              |
| Middlesex County  | 164.150              |
| New Haven County  | 845.494              |
| New London County | 267.376              |
| Tolland County    | 148.139              |
| Windham County    | 117.038              |

Alabama · Alaska · Arizona · Arkansas · Californië · Colorado · Connecticut · Delaware · Florida · Georgia · Hawaï · Idaho · Illinois · Indiana · Iowa · Kansas · Kentucky · Louisiana · Maine · Maryland · Massachusetts · Michigan · Minnesota · Mississippi · Missouri · Montana · Nebraska · Nevada · New Hampshire · New Jersey · New Mexico · New York · North Carolina · North Dakota · Ohio · Oklahoma · Oregon · Pennsylvania · Rhode Island · South Carolina · South Dakota · Tennessee · Texas · Utah · Vermont · Virginia · Washington · West Virginia · Wisconsin · Wyoming